# Избушка на курьих ножках

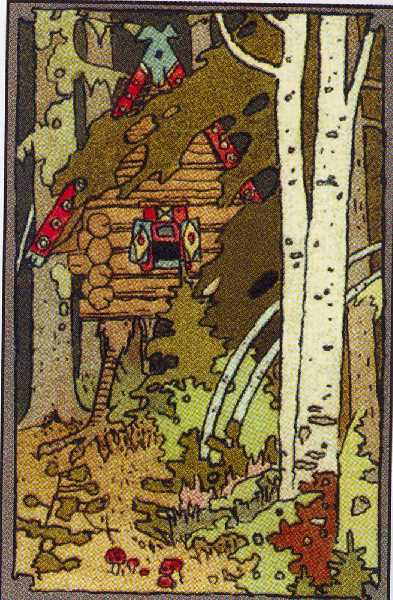
Иван Билибин. Рисунок для обложки книг серии «Сказки», 1899

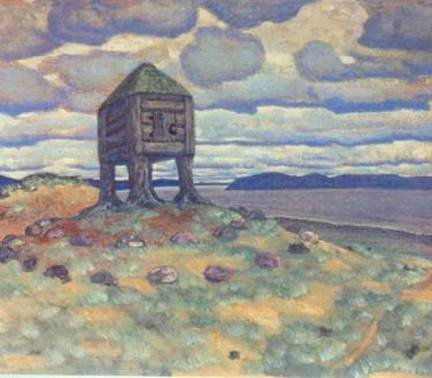
Николай Рерих. «Изба смерти», 1905

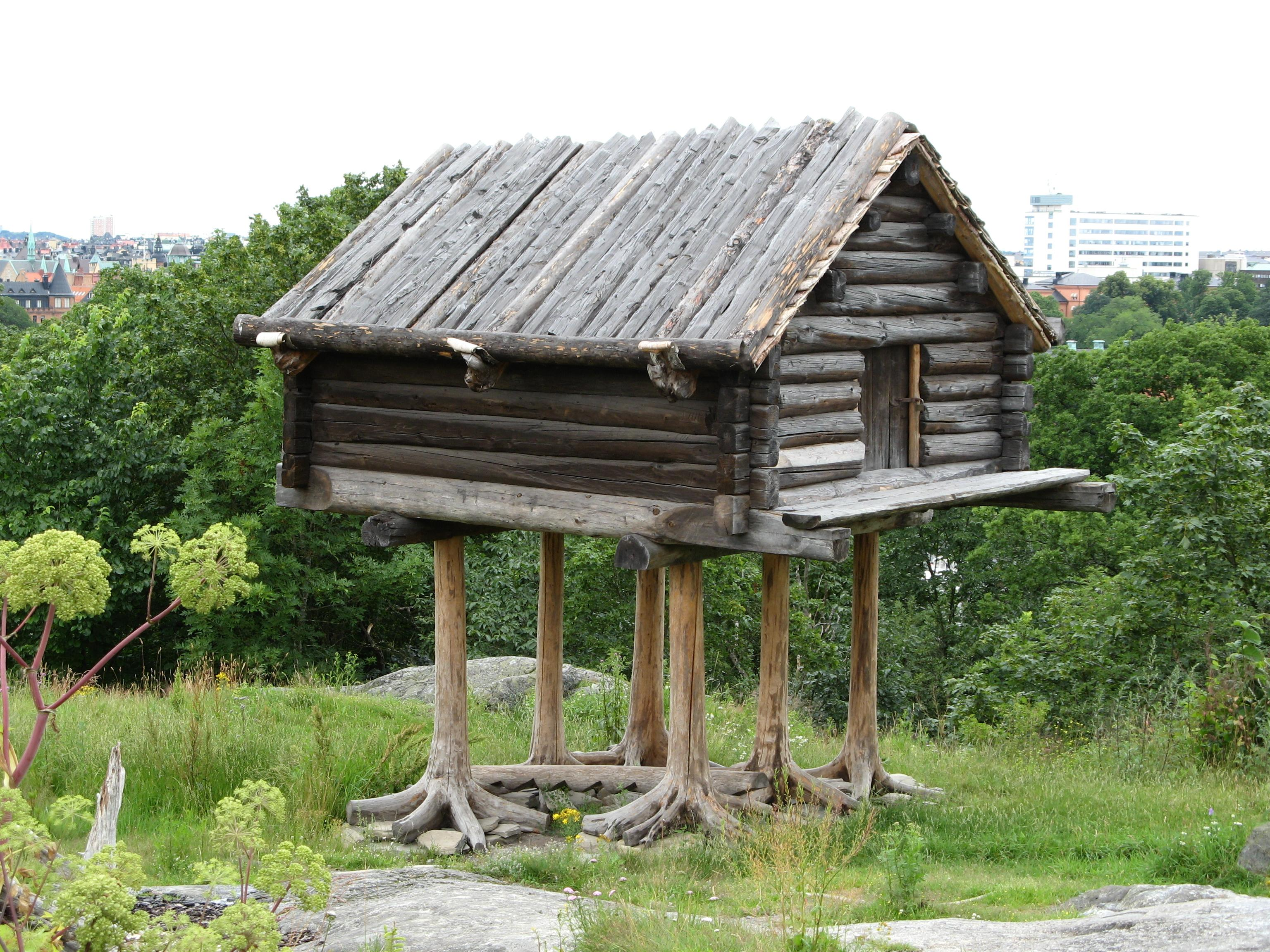
Саамский амбар. Модель на территории парка Скансен (Стокгольм)

Избу́шка на ку́рьих но́жках — жилище (изба) Бабы-яги в русских волшебных сказках. «Избушка о куриной ножке, об одном окошке, с крытым красным крыльцом»; «на куриных лапках, на веретенных пятках»— стояла в лесу на двух огромных куриных ногах, которые поворачивали избушку по первому требованию «добра молодца» («Избушка, избушка, повернись ко мне передом, к лесу — задом», «Избушка, избушка! Стань к лесу задом, ко мне передом», «Повернись туды дворцом, сюды крыльцом», «Воротись, избушка, к лесу глазами, ко мне, молодцу, воротами»).
Место перехода из земного мира в потусторонний мир; поворачиваясь, избушка открывает свою дверь то в мир живых, то в мир мёртвых, поэтому герой не может ступить на землю потустороннего мира и вынужден идти по нитке разматывающегося клубка. Охраняет избушку Баба-яга.

## Описание
Избушка помещалась в дремучем лесу на полянке (лужок). В сказках упоминаются ворота и двор. Забор (тын) вокруг жилища Бабы-яги украшен человеческими или лошадиными черепами. Помимо избы, во дворе имеется сарай с закромами для пшеницы и баня.
Внутреннее пространство избушки именуется «горницей» и, видимо, это единственное помещение в доме. Помимо двери, упоминается «одно окошко». Центральным элементом интерьера является печь. В сказке «Маша и Баба-яга» девушка, находясь в услужении у ведьмы, готовит в печке кашу, которой кормит мышей. Из домашней утвари упоминается лавка, стол, прялка и веник.

## История образа
Возникновение образа Избушки на курьих ножках исторически связывается с деревянными срубами, которые в древности на Руси ставились на пеньки с обрубленными корнями, чтоб предохранить дерево от гниения.
В Москве на Арбате, по адресу Большая Молчановка 26, с 1681 по 1934 год существовала Церковь Николая Чудотворца, что на Курьих ножках. До строительства каменного храма на этом месте с 1639 года существовала деревянная церковь. Относительно происхождения названия этого топонима существуют различные версии, например, ножка могла означать клин между различными землями.
По смыслу сказочного повествования Избушка на курьих ножках преграждает герою путь к его волшебной цели и в то же время является единственным проходом в «иной» мир. В ней герой получает у Бабы-яги необходимые советы, проходит испытания, что позволяет ему продолжить путь. Мифологический образ Избушки на курьих ножках — сторожевая башня в царство мёртвых (царство Смерти).